# Мойсеєнко Варфоломій Явтухович
Варфоломій Явтухович Мойсеєнко (24 серпня 1894, с. Бабаї, Харківська губернія, Російська імперія — † 12 січня 1962, Канберра, Австралія) — український військовик, підполковник Армії УНР.

## Біографія
Народився у с. Бабаї, Харківська губернія.
Брав участь у Першій світовій війні. Останнє звання в російській армії — штабс-капітан.
З березня 1918 р. служив у 2-му Запорізькому полку Армії УНР.
З грудня 1918 р. — у 3-му (згодом — 21-му) Запорізькому полку ім. Наливайка Дієвої армії УНР.
З червня 1920 р. — ад'ютант куреня ім. Наливайка 1-ї Запорізької дивізії Армії УНР.
3 1923 р. — на еміграції у Варшаві, з 1950 р. — в Австралії.
Помер та похований у Канберрі.